# Альфонсо, граф Честер
Альфонсо или Альфонс (англ. Alphonso; 24 ноября 1273, Бордо, Аквитания — 19 августа 1284, Виндзор, Беркшир, Королевство Англия) — сын короля Англии Эдуарда I из династии Плантагенетов. Наследник английского престола с 1274 года, не ставший королём из-за ранней смерти. В историографии этого принца называют, как правило, графом Честер, но есть мнение, что он никогда не носил этот титул. 

## Биография
Альфонсо был восьмым ребёнком и третьим сыном короля Англии Эдуарда I из династии Плантагенетов и его первой жены Элеоноры Кастильской (всего в этом браке родились семнадцать детей). Он родился, когда его родители возвращались в Англию из крестового похода. Это произошло в городе Бордо в Аквитании — в герцогстве, на которое претендовал дядя принца по материнской линии Альфонсо X Кастильский до свадьбы его родителей в 1254 году. Рождение мальчика источники датируют 24 ноября 1273 года. Эдуард и Элеонора назвали ребёнка в честь его дяди, подчеркнув таким образом союз двух династий; для Англии имя Альфонсо было крайне редким. Альфонсо X приехал в аквитанскую Байонну, чтобы стать крёстным отцом племянника.
В августе 1274 года принц приехал вместе с родителями в Англию. Его старший брат Джон умер ещё до его рождения (в 1271 году); второй брат, Генри, умер в октябре 1274 года, так что Альфонсо стал наследником престола. Почти всю свою короткую жизнь он оставался единственным сыном в семье. Поскольку королю и королеве часто приходилось путешествовать, своим детям они могли уделять очень мало внимания. Известно, что у Альфонсо был собственный дом. Кухарка в этом доме была испанкой, а в числе игрушек принца были миниатюрная крепость и осадные машины.
В возрасте десяти лет Альфонсо был помолвлен со своей ровесницей Маргаритой, дочерью Флориса V, графа Голландии, и Беатрикс Фландрской. Однако принц заболел и умер в Виндзоре (Беркшир) 19 августа 1284 года, за несколько месяцев до свадьбы. Создававшийся к венчанию Псалтырь Альфонсо был закончен через десять лет, когда сестра принца Елизавета Рудланская вышла замуж за брата Маргариты, Яна I, графа Голландии (это снова сделало уместным сочетание двух гербов на обложке). Смерть сына король и королева встретили с глубокой печалью; при этом историк М. Прествич отметил, что в память об умершем через месяц племяннике Генрихе Бретонском Эдуард и Элеонора заказали больше месс, чем в память о сыне. Альфонсо был похоронен в часовне Эдуарда Исповедника в Вестминстерском аббатстве.
Незадолго до смерти Альфонсо на свет появился его младший брат Эдуард, который и стал впоследствии королём Англии под именем Эдуард II. Невеста Альфонсо Маргарита Голландская умерла ребёнком в 1285 году.

## Титул
Обычно историки называют принца Альфонсо графом Честер. Предположительно он получил этот титул от отца в 1284 году в связи с приближавшейся свадьбой. Однако существует мнение, что графство Честер стало одним из апанажей английского королевского дома только при Эдуарде III; Альфонсо могли начать называть графом существенно позже (возможно, в XVII веке) по ассоциации с другими наследниками престола. В прижизненных документах принца обычно именуют просто «лордом Альфонсо».